# بونفر
بونفر (انگلیسی: Bunefer) یک ملکه همسر در مصر باستان در دوران حکمرانی دودمان چهارم مصر یا دودمان پنجم مصر بود. معلوم نیست او با کدام فرعون ازدواج کرد. او در مصطبه جی ۸۴۰۸ در محوطه مرکزی مجموعه اهرام جیزه دفن شده است.

## زندگی‌نامه
لقب‌های بونفر به‌عنوان کاهنهٔ شپ‌سسکاف منجر به این نظریه شده است که بونفر ممکن است همسر یا دختر شپ‌سسکاف بوده باشد.
مقبرهٔ او در نزدیکی مجموعهٔ خنت‌کاوس یکم قرار دارد که این موضوع نیز بیشتر نشان می‌دهد او در اواخر دودمان چهارم یا آغاز دودمان پنجم زندگی می‌کرده است. همچنین این احتمال مطرح شده که او همسر پادشاه اسرارآمیز تامفتیس بوده است.
یانوشی اشاره کرده است که ساخت مقبرهٔ بونفر مربوط به زمانی پس از ساخت مقبرهٔ خنت‌کاوس یکم است. اما تاریخ دقیق آن بنای یادبود نیز به‌همان اندازه نامشخص است. با این حال، به‌نظر می‌رسد که مقبرهٔ بونفر با احتمال بیشتری به دوراندودمان پنجم مصر تعلق دارد.